# Diocesi di Daejeon
La diocesi di Daejeon (in latino: Dioecesis Taeieonensis) è una sede della Chiesa cattolica in Corea suffraganea dell'arcidiocesi di Seul. Nel 2023 contava 388.927 battezzati su 3.951.879 abitanti. È retta dal vescovo Augustinus Kim Jong-soo.

## Territorio
La diocesi comprende l'area metropolitana di Daejeon e la contea di Sud Chungcheong in Corea del Sud.
Sede vescovile è la città di Daejeon, dove si trova la cattedrale di Santa Teresa del Bambin Gesù.
Il territorio è suddiviso in 146 parrocchie.

## Storia
Il vicariato apostolico di Daijeon fu eretto il 23 giugno 1958 con la bolla Sacro suadente di papa Pio XII, ricavandone il territorio dal vicariato apostolico di Seul (oggi arcidiocesi).
Il 10 marzo 1962 il vicariato apostolico è stato elevato al rango di diocesi con la bolla Fertile Evangelii semen di papa Giovanni XXIII.
Nel 2014 papa Francesco ha visitato la diocesi per presenziare alla VI Giornata della gioventù asiatica.

## Cronotassi dei vescovi
Si omettono i periodi di sede vacante non superiori ai 2 anni o non storicamente accertati.
- Adrien-Joseph Larribeau, M.E.P. † (4 luglio 1958 - 6 novembre 1963 dimesso[2])
- Peter Hoang Min Syeng † (22 marzo 1965 - 13 febbraio 1984 deceduto)
- Joseph Kyeong Kap-ryong † (2 luglio 1984 - 1º aprile 2005 ritirato)
- Lazarus You Heung-sik (1º aprile 2005 succeduto - 11 giugno 2021 nominato prefetto della Congregazione per il clero)
- Augustinus Kim Jong-soo, dal 26 febbraio 2022[3]

## Statistiche
La diocesi nel 2023 su una popolazione di 3.951.879 persone contava 388.927 battezzati, corrispondenti al 9,8% del totale.
| anno | popolazione | popolazione | popolazione | presbiteri | presbiteri | presbiteri | presbiteri                | diaconi | religiosi | religiosi | parrocchie |
| anno | battezzati  | totale      | %           | numero     | secolari   | regolari   | battezzati per presbitero | diaconi | uomini    | donne     | parrocchie |
| ---- | ----------- | ----------- | ----------- | ---------- | ---------- | ---------- | ------------------------- | ------- | --------- | --------- | ---------- |
| 1970 | 60.558      | 2.782.359   | 2,2         | 102        | 48         | 54         | 593                       |         | 57        | 115       | 32         |
| 1980 | 71.176      | 2.892.762   | 2,5         | 65         | 62         | 3          | 1.095                     |         | 18        | 180       | 47         |
| 1990 | 115.866     | 3.054.479   | 3,8         | 92         | 89         | 3          | 1.259                     |         | 13        | 298       | 70         |
| 1999 | 184.212     | 3.264.992   | 5,6         | 157        | 149        | 8          | 1.173                     |         | 18        | 420       | 84         |
| 2000 | 183.919     | 3.294.530   | 5,6         | 167        | 156        | 11         | 1.101                     |         | 23        | 436       | 89         |
| 2001 | 187.588     | 3.320.744   | 5,6         | 169        | 155        | 14         | 1.109                     |         | 29        | 461       | 90         |
| 2002 | 212.445     | 3.326.946   | 6,4         | 185        | 171        | 14         | 1.148                     |         | 30        | 416       | 93         |
| 2003 | 215.895     | 3.327.370   | 6,5         | 201        | 187        | 14         | 1.074                     |         | 22        | 443       | 96         |
| 2004 | 214.788     | 3.357.778   | 6,4         | 207        | 194        | 13         | 1.037                     |         | 20        | 519       | 102        |
| 2006 | 221.711     | 3.435.088   | 6,5         | 216        | 202        | 14         | 1.026                     |         | 31        | 526       | 107        |
| 2013 | 286.929     | 3.729.460   | 7,7         | 290        | 272        | 18         | 989                       |         | 45        | 635       | 127        |
| 2016 | 311.762     | 3.818.000   | 8,2         | 325        | 295        | 30         | 959                       |         | 45        | 571       | 137        |
| 2019 | 330.324     | 3.928.627   | 8,4         | 354        | 319        | 35         | 933                       |         | 45        | 601       | 142        |
| 2021 | 335.972     | 3.934.539   | 8,5         | 373        | 332        | 41         | 900                       |         | 85        | 629       | 143        |
| 2023 | 388.927     | 3.951.879   | 9,8         | 392        | 349        | 43         | 992                       |         | 89        | 583       | 146        |